# HI-SEAS

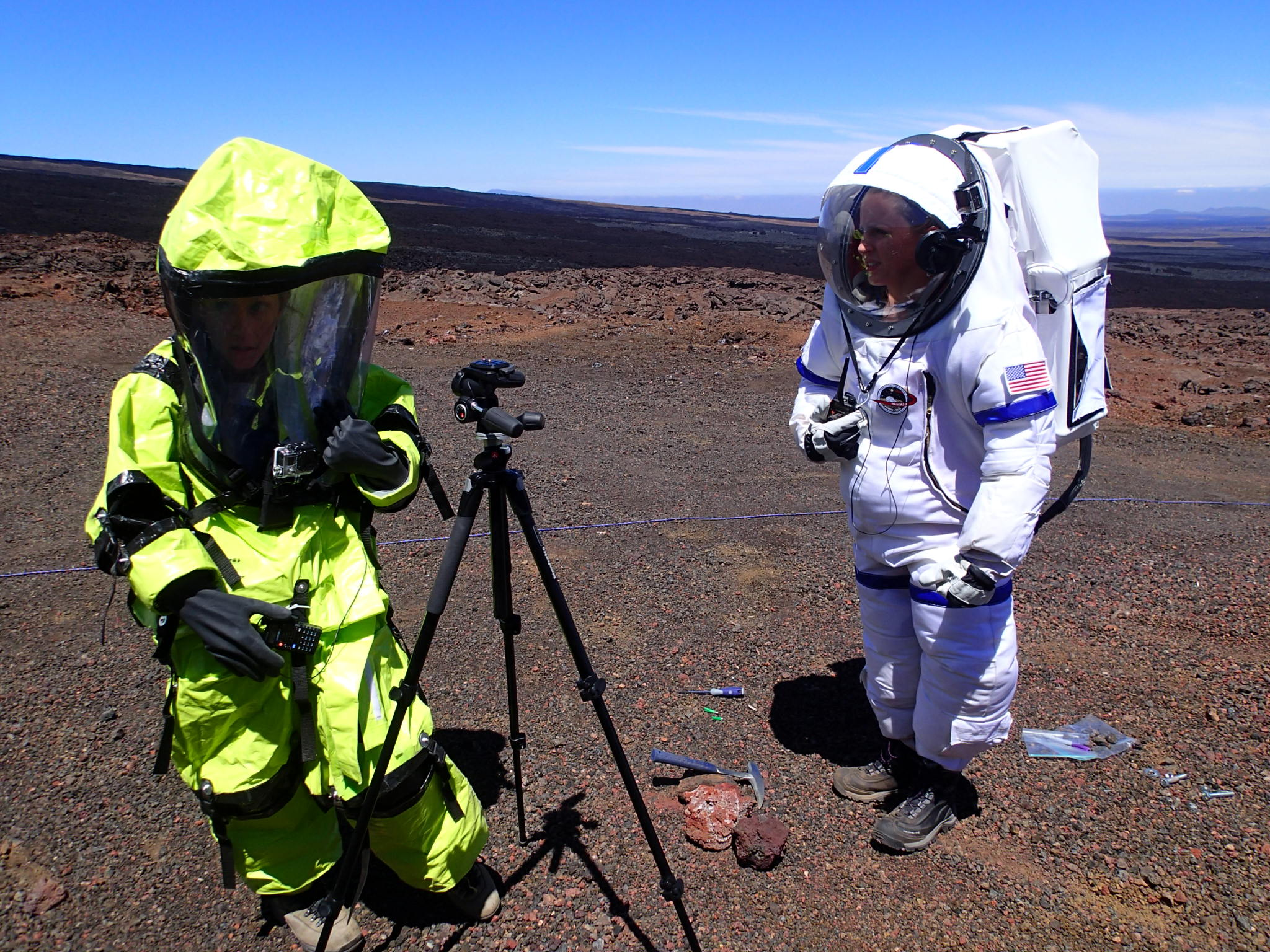
Pruebas de trajes análogos, Hazmat y MX-C, cerca de Mauna Loa, Tiffany Swarmer y Annie Caraccio para la NASA.

HI-SEAS (Hawaii Space Exploration Analog and Simulation) es un hábitats de simulación para la exploración superficial de Marte. Está ubicado en un lugar aislado en las laderas del volcán Mauna Loa en la isla de Hawái. El área tiene muchas similitudes al planeta Marte y está a una altura aproximada de 2.500 metros sobre el nivel del mar (8.200 pies). La primera expedición se asentó en el año 2013, y la NASA continúa financiándolo con el programa Human Research Program y patrocinando estudios de seguimiento. Las misiones tienen una duración aproximada de cuatro meses a un año.
El propósito de estos estudios de investigación es determinar qué es necesario para mantener una tripulación espacial saludable en buen estado durante una misión espacial de larga duración a Marte y la posterior convivencia en el planeta. El principal foco de investigación está relacionado sobre los alimentos y alimentación, la dinámica del equipo, el comportamiento, las funciones y el rendimiento, y otros aspectos del vuelo espacial y sobre la misión en Marte. Los investigadores del hábitat tienen entre sus actividades diarias, realizar estudios sobre muy variada cantidad de temática.
Una de las máximas preocupaciones de la NASA es comprender la dinámica y comportamiento del grupo, como afectará a la moral, como sobrellevarán el estrés y cómo resolver problemas grupales.